# Nacaduba flumena
Nacaduba flumena är en fjärilsart som beskrevs av Hans Fruhstorfer 1916. Nacaduba flumena ingår i släktet Nacaduba och familjen juvelvingar. Inga underarter finns listade i Catalogue of Life.